# Abadiânia
Abadiânia – miasto w Brazylii, w stanie Goiás. W 2010 roku liczyło 12 470 mieszkańców.